# شیکاگو بولز
شیکاگو بولز (به انگلیسی: Chicago Bulls) یکی از تیم‌های حرفه‌ای بسکتبال در اتحادیه ملی بسکتبال آمریکا (NBA) است که در شهر شیکاگو، ایالت ایلینوی مستقر است. این تیم در سال ۱۹۶۶ تأسیس شد و در بخش مرکزی کنفرانس شرق ان‌بی‌ای رقابت می‌کند. بازی‌های خانگی شیکاگو بولز در ورزشگاه یونایتد سنتر (United Center) برگزار می‌شود که از سال ۱۹۹۴ به بعد، میزبان دائمی این تیم بوده است.
شیکاگو بولز بیش از هر چیز به‌خاطر دوران درخشان خود در دههٔ ۱۹۹۰ میلادی شناخته می‌شود. این تیم با هدایت سرمربی فیل جکسون و درخشش ستارگانی چون مایکل جردن و اسکاتی پیپن، موفق به کسب شش قهرمانی در ان‌بی‌ای شد. این قهرمانی‌ها در دو دورهٔ سه‌گانه (۱۹۹۱ تا ۱۹۹۳ و ۱۹۹۶ تا ۱۹۹۸) به دست آمدند. در کنار این ستارگان، بازیکنانی همچون بیل کارت‌رایت، هورِیس گِرنت، جان پَکسون، بی.جی. آرم‌استرانگ، تونی کوکوچ، لوس لانگلی، استیو کر، ران هارپر و دنیس رادمن نیز در موفقیت‌های این تیم نقش داشتند.
در فصل ۹۶–۱۹۹۵، بولز با کسب ۷۲ پیروزی از ۸۲ بازی، رکورد تاریخی جدیدی ثبت کرد که تا دو دهه بعد بی‌سابقه ماند. این عملکرد برجسته، نه‌تنها جایگاه تیم را در تاریخ بسکتبال تثبیت کرد، بلکه به افزایش جهانی محبوبیت ان‌بی‌ای نیز کمک شایانی نمود. شیکاگو بولز در تمامی ۶ حضور خود در فینال NBA به پیروزی رسید و از این نظر عملکردی بی‌نظیر دارد.
پس از دوران جردن، بولز وارد دوره‌ای از بازسازی شد. در دههٔ ۲۰۱۰، حضور بازیکنانی مانند درک رز (برندهٔ جایزه باارزش‌ترین بازیکن ان‌بی‌ای در سال ۲۰۱۱)، لو آل دنگ، جوجیم نوآ و جیمی باتلر، تیم را به جمع مدعیان بازگرداند. درک رز در آن سال به جوان‌ترین بازیکن تاریخ NBA بدل شد که موفق به کسب عنوان MVP شده است.
در سال‌های اخیر، تیم با ترکیبی از بازیکنان باتجربه مانند دِمار دروزن، نیکولا ووجویچ، و زک لاوین، و همچنین هدایت سرمربی فعلی بیلی دانوان (از سال ۲۰۲۰)، تلاش داشته تا دوباره به جمع تیم‌های بالای جدول بازگردد. بولز در فصل ۲۰۲۲ موفق شد پس از پنج سال غیبت، مجدداً به مرحله پلی‌آف صعود کند.
بر اساس گزارش مؤسسه فوربز در سال ۲۰۲۳، ارزش باشگاه شیکاگو بولز حدود ۴.۱ میلیارد دلار برآورد شده است که این تیم را در میان پنج تیم ارزشمند لیگ قرار می‌دهد. مالکیت باشگاه همچنان در اختیار جری رینسدورف قرار دارد.

## بازیکنان

### بازیکنان سرشناس گذشته
از بازیکنان تاریخی این تیم می‌توان به مایکل جردن، اسکاتی پیپن دنیس رادمن و دریک رز اشاره کرد.

## تاریخچه
این تیم در سال ۱۹۶۶ تأسیس شده‌است. آن‌ها تاکنون ۶ بار به کمک قهرمان پر آوازه بسکتبال مایکل جردن قهرمان ان بی ای شده‌اند.

## نگارخانه

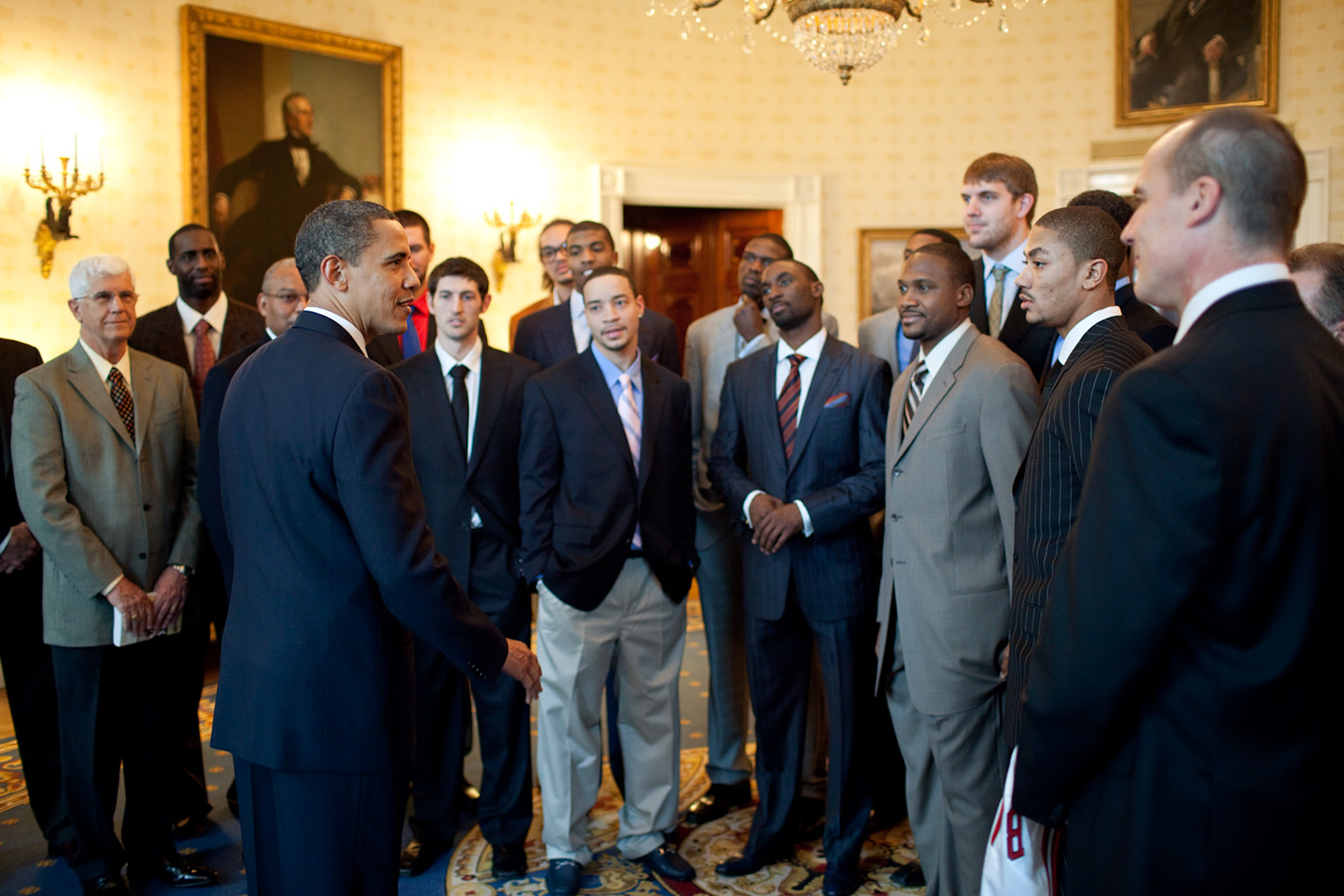
اوباما در دیدار با تیم شیکاگو بولز
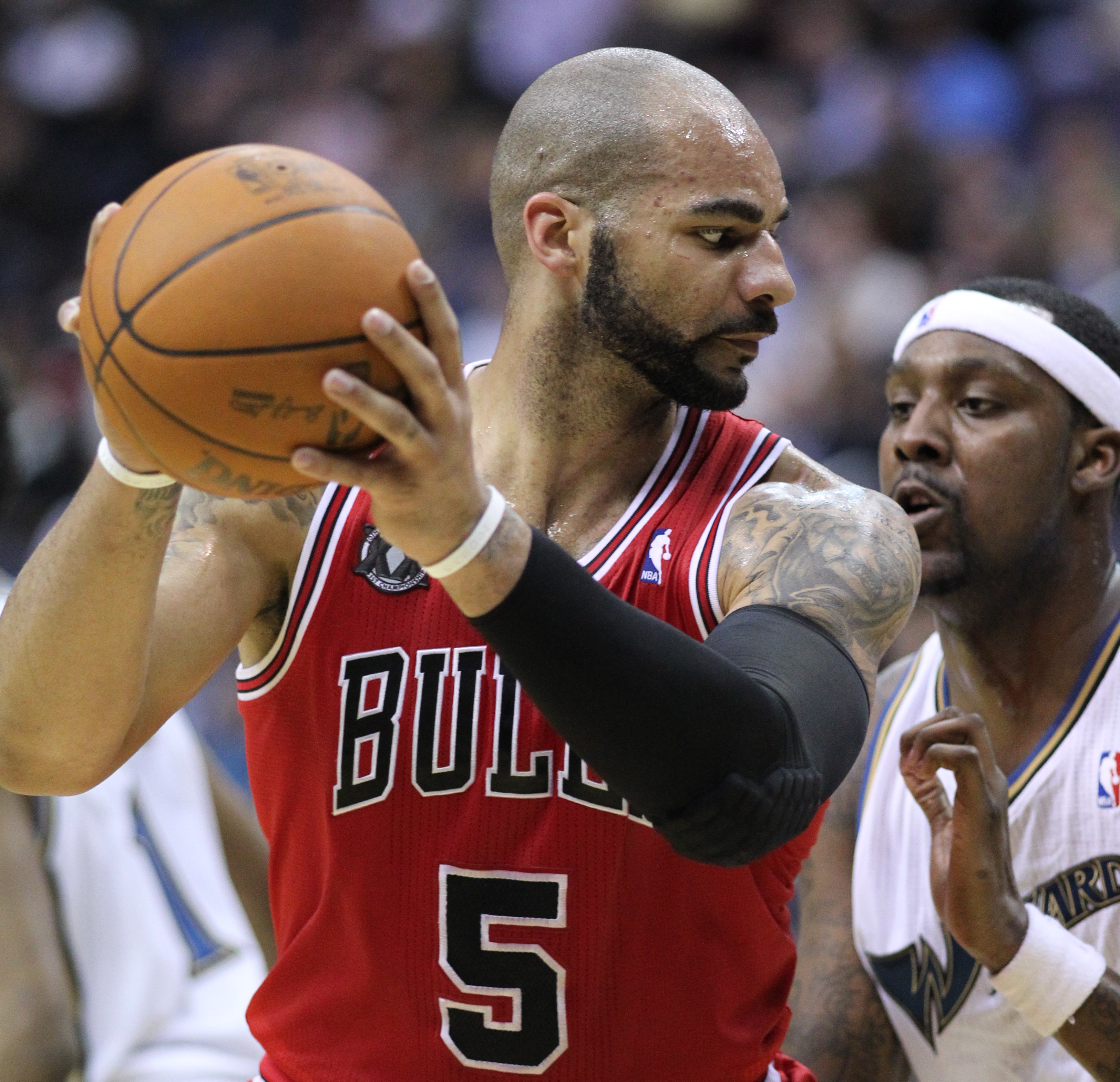
کارل بوزر

## طرفداران
در میان مشاهیر، ادی ودر (خواننده گروه پرل جم)
نیز باراک اوباما از طرفداران بزرگ این تیم محسوب می‌گردند.